# Bornella calcarata
Bornella calcarata är en snäckart. Bornella calcarata ingår i släktet Bornella och familjen Bornellidae. Inga underarter finns listade i Catalogue of Life.